# 白公街道
白公街道，是中华人民共和国重庆市忠县下辖的一个乡镇级行政单位。

## 行政区划
2014年12月，设立白公街道，辖原忠州镇古井、九蟒、长河（不含2、3组）、白公路（含原北门村6组）4个社区和原忠州镇松柏、梅坝、护国、马岭、石马及原新生镇银山共6个村。
白公街道下辖以下地区：
白公路社区、长河社区、古井社区、九蟒社区、护国村、松柏村、石马村、梅坝村、马岭村和银山村。